# Chang i Eng Bunker
Chang i Eng Búnker (Siam, actual Tailàndia 11 de maig del 1811 - Estats Units 17 de gener del 1874) foren uns germans bessons units pel tors la condició i origen dels quals va originar el terme germans siamesos.
Nasqueren a la província de Samut Songkhram en el si d'una família de pescadors. Compartien l’estèrnum, un cartílag i tenien els fetges fusionats, encara que independents. Malgrat que les tècniques modernes de medicina els haguessin pogut separar fàcilment, en el segle xix l'operació era inviable.
El 1829 un comerciant va conèixer la seva existència i els va introduir en el món de l'espectacle, al que es dedicarien durant uns anys. Determinats a tenir una vida el més normal possible, van establint-se als Estats Units on van comprar una plantació, esclaus i una casa a Carolina del Nord. El 1843 es casaren amb una parella de germanes, Adelaide i Sarah Yates amb les que tingueren 10 i 11 fills respectivament.
Durant la Guerra Civil dels Estats Units un dels seus fills lluità amb l'exèrcit de la Confederació dels Estats Units i com a resultes de la guerra perderen part de les seves propietats. Posteriorment, tornaren a dedicar-se al món de l'espectacle però sense èxit.
Chang morí a conseqüència d'una pneumònia mentre dormia i Eng se n'adonà i avisà a la família i al metge que proposà una intervenció d'urgència per separar-los. Eng, però refusà separar-se del seu germà mort i traspassà al cap de només tres hores.
El llegat dels bessons és present en multitud de representacions artístiques. Mark Twain, contemporani dels germans, els dedicà una història curta anomenada The Siammese Twins i a Singapur es programà un musical sobre la seva vida. Gary Oldman adquirí els drets d'una novel·la sobre la seva vida de l'any 2000 per tal de fer-ne una pel·lícula.
Es calcula que els descendents directes dels bessons superen en l'actualitat els 1500. L'any 2011 més de 200 descendents es reuniren per celebrar el bicentenari del seu naixement.